# Джиср-эз-Зарка
Джиср-эз-Зарка (ивр. ג'סר א-זרקא‎, араб. جسر الزرقاء‎) — местный совет в Хайфском округе Израиля. Единственное арабское поселение в Израиле, расположенное на побережье Средиземного моря
. В переводе с арабского название означает «мост через голубой ручей».
Расположен примерно в 52 км к северо-востоку от центра Тель-Авива и в 32 км к юго-западу от города Хайфа, на Израильской прибрежной равнине, на высоте 17 м над уровнем моря. К северу от Джиср-эз-Зарки в Средиземное море впадает река Таниним. Площадь совета составляет 1,52 км².

## Население
По данным Центрального статистического бюро Израиля, население на начало 2020 года составляло 14 930 человек.
Население представлено на 100 % арабами-мусульманами.
Динамика численности населения по годам:
| 1961 | 1972 | 1983 | 1995 | 2001 | 2002   | 2009   | 2013   | 2016   | 2019   |
| ---- | ---- | ---- | ---- | ---- | ------ | ------ | ------ | ------ | ------ |
| 1607 | 2928 | 4973 | 7835 | 9800 | 10 200 | 12 395 | 13 400 | 13 962 | 14 930 |